# Вівтар Портінарі
Вівтар Портінарі  (італ. Trittico Portinari) — уславлений твір XV століття, що створив нідерландський художник Гуго ван дер Гус на замову італійського банкіра.

## Замовник

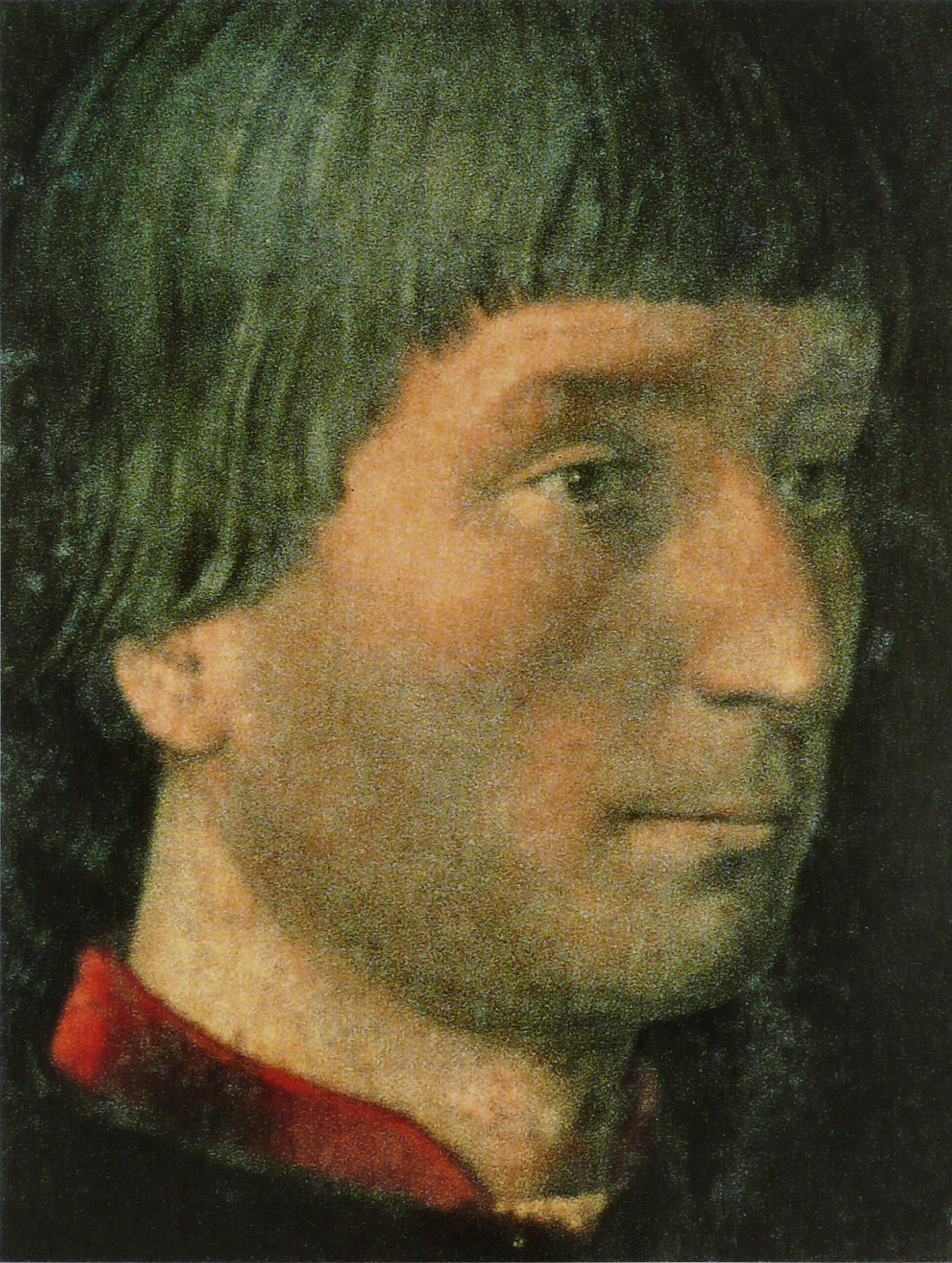

Томмазо Портінарі був представником роду Медичі і представляв його банк у багатому місті Брюгге у Нідерландах. Італійські ділки роками мали тісні ділові зв'язки з фламандськими купцями і через прибутковість, і через спільну релігійну конфесію. Томмазо Портінарі прожив у Нідерландах більш ніж 40 років і добре знався на місцевих традиціях, знав і найбільш уславлених серед талановитих майстрів міста. В Нідерландах отримала розповсюдження техніка створення релігійних картин олійними фарбами. Дерев'яну дошку ґрунтували, а потім у декілька шарів наносили олійні фарби. Емалева поверхня і яскраві фарби після висихання робили готовий твір привабливішим, ніж картина темперними фарбами (темпера — поширеніша техніка в тогочасній Італії). При збереженні твору з олійними фарбами в відповідних умовах — він ставав довготривалим, не втрачаючи своїх головних якостей.
Сам Портінарі і його родина одягнені по фламандській моді, що призводить до плутанини — а чи італійці вони ? Але ця мода мала поширення і в тогочасній Італії, що можна побачити на картинах та фресках флорентійських художників і скульпторів (Мазаччо, портрет невідомого, Верроккіо, погруддя Лоренцо Пишного).

## Картина

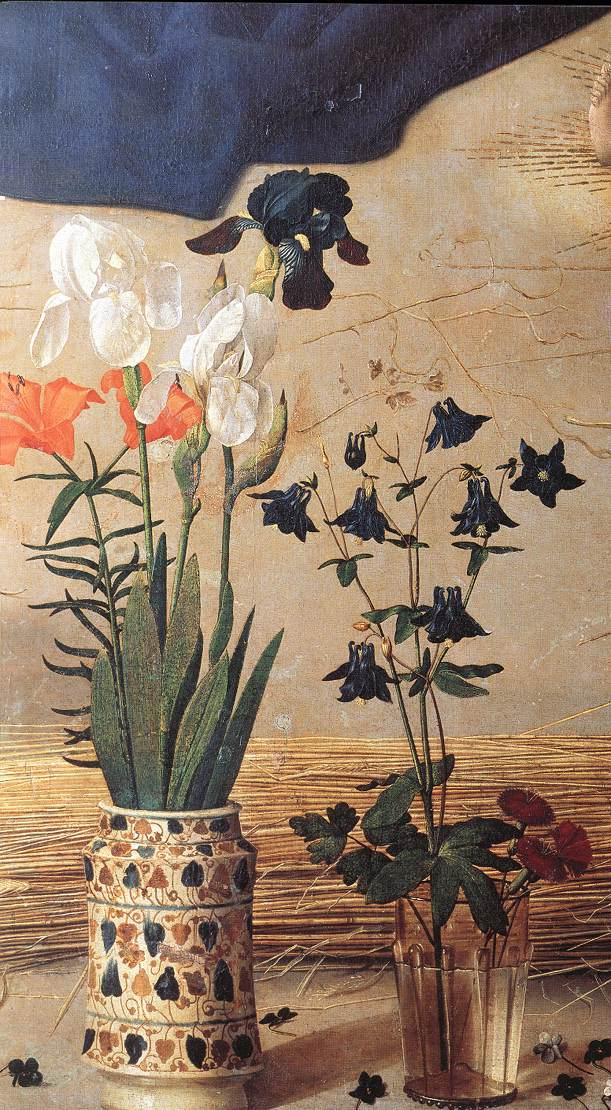
Натюрмортна частина вівтаря

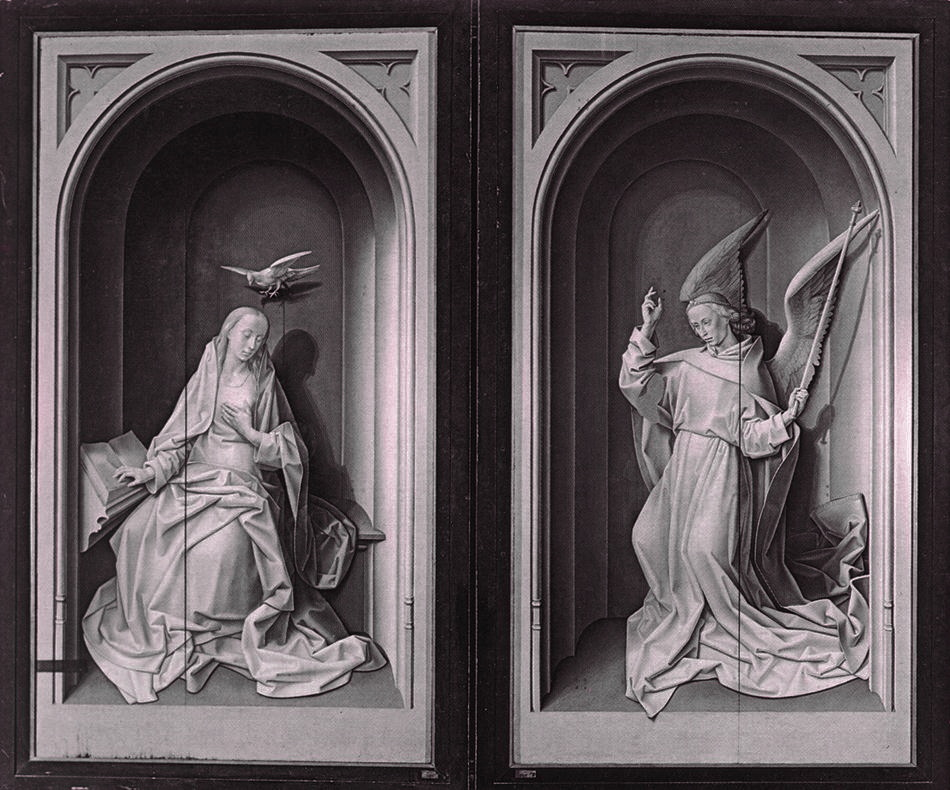
Вівтар Портінарі в зачиненому стані

Вівтар Портінарі — це триптих. Центральна частина — на сюжет поклоніння пастухів. Гуго ван дер Гус створив умовний простір, де подав сцену поклоніння Христу-немовляті. Могутня інерція стилістики готики надзвичайно відчутна в деталях картини — на тлі за Богородицею і двома янголами цілком готичні споруди західноєвропейського міста. Художник ще побоюється порожніх частин картинної площини і рясно заповнює їх дрібницями, біблійними сюжетами і деталями пейзажу. Пейзаж ще цілком вигаданий, умовний, він натяк на гори Палестини. Старе і нове компромісно поєднане у вівтарі — звідси Святі покровителі родини Портінарі і точні портрети представників родини, кожний з яких зображений вкрай індивідуально. Надзвичайно точні і портрети безіменних пастухів, яких художник малював в конкретних осіб. Своєрідна портретність притаманна і Святим — Фомі зі списом, по італійські апостолу Томмазо, Антонію з дзвоником, Святим Марії Магдалині та Маргариті, що стоять за дружиною Томмазо та його старшою донькою праворуч.
Художник старанно вималював коштовний одяг, візерунки і жіночі прикраси. Їх так багато, що розглядати їх можна годинами. Довге розглядання вівтарного образу входило тоді в церемонію відвідин собору. Так, вівтар Портінарі призначався для церкви Св. Егідія при шпиталі Санта Марія Нуова у Флоренції.
Вівтар після створення майже відразу був переправлений у Флоренцію морем і мав визнання у італійців, бо на етапі Раннього відродження ідейні, художні позиції майстрів Італії і Нідерландів збігалися. Італійські майстри швидко переймали усе нове, що бачили в творах своїх північних колег. Вівтар Портінарі щасливо уник і знищення. Частка релігійних картин була безжально знищена в роки іконоборства, коли протистояння між католиками та протестантами в Нідерландах досягло надзвичайної гостроти. Відомі релігійні образа деяких нідерландських майстрів (Рогіра ван дер Вейдена, Босха, Пітера Брейгеля Старшого)і досі можна побачити далеко за межами Бельгії і Нідерландів, бо їх давно вивезли нові закордонні володарі в Іспанію, Австрію, Велику Британію.
В Італії втратили навіть ім'я нідерландського автора й у ХІХ столітті вважали, що вівтар створив італієць Андреа дель Кастаньйо. Збережені частини триптіха передали у музей Уффіці. Згодом повернули твору і ім'я нідерландського художника 15 століття
Вівтар має дві експозиції — закриту і відкриту, як це традиційно для вівтарів північних країн. На зачинених бічних частинах — монохромна сцена благовіщення.

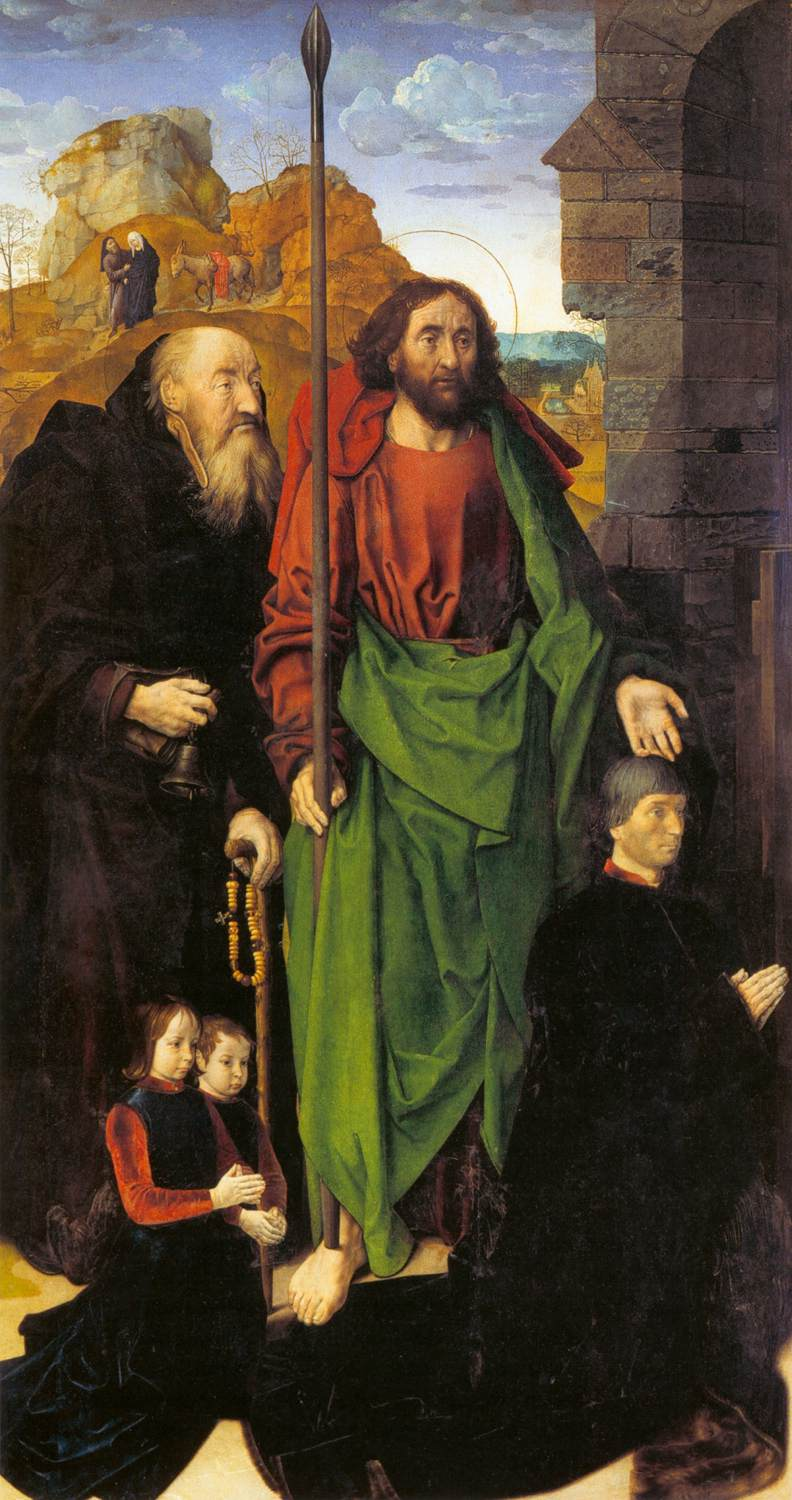
Замовник Портінарі разом з небесним покровителем Св.
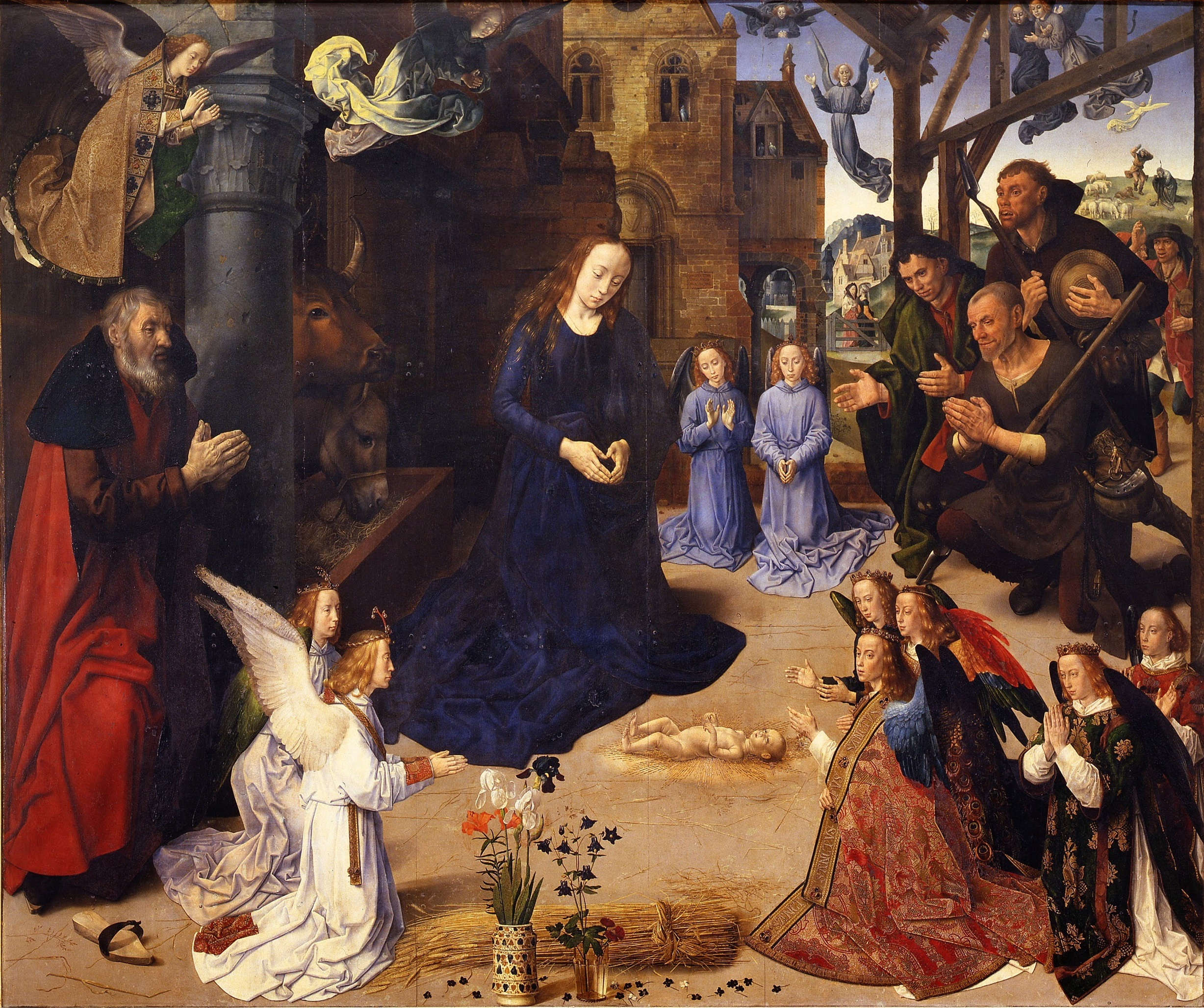
Центральна сцена вівтаря з поклонінням пастухів
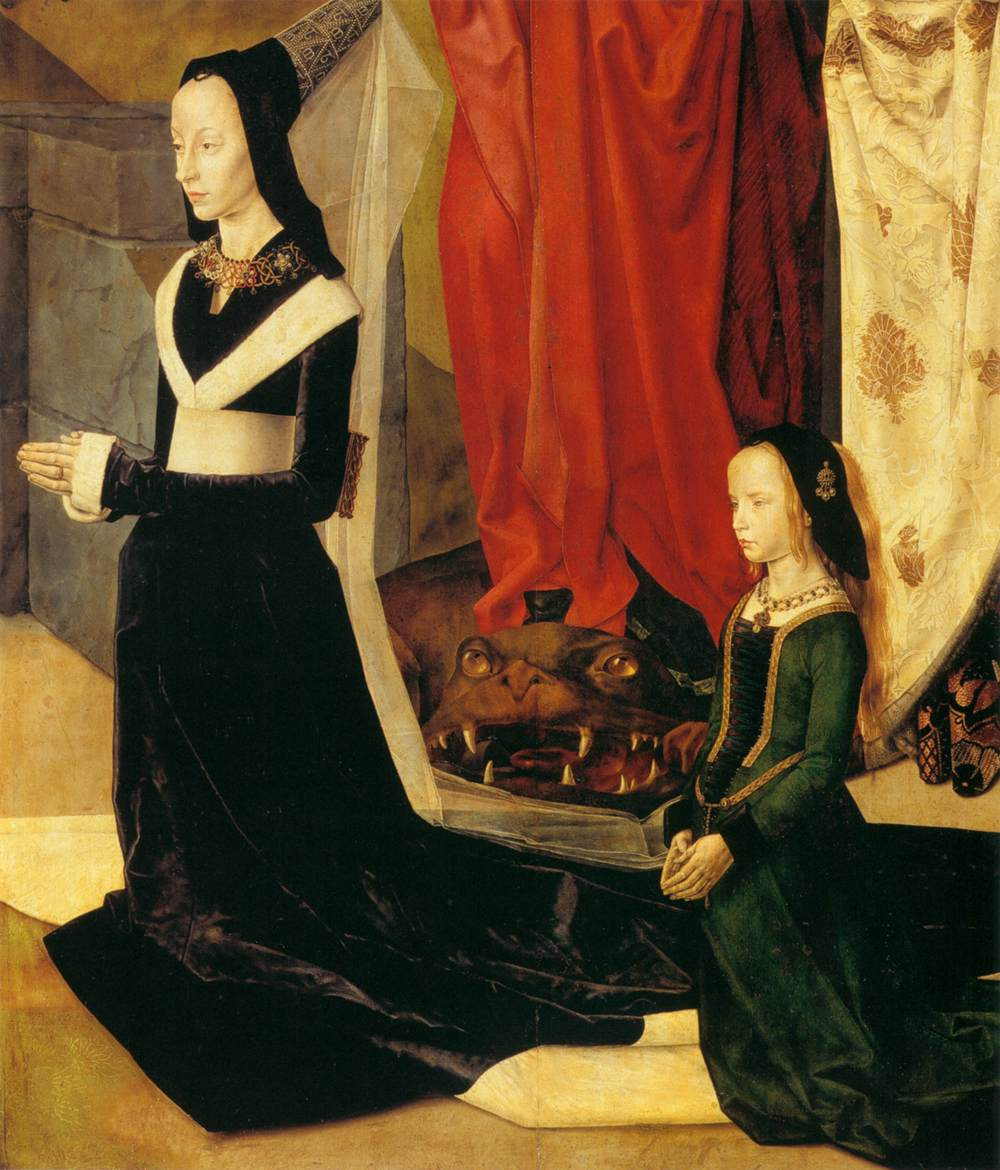
Марія Портінарі з дочкою